# Szent Liga (1684)
A Szent Liga 1684. március 5-én jött létre XI. Ince pápa kezdeményezésére. Ezen európai méretű, törökellenes szövetségbe tartozott a Habsburg Birodalom, a Lengyel–Litván Unió, a Velencei Köztársaság és a pápai állam.
1686-ban csatlakozott hozzá Oroszország, a bajor, a szász és a brandenburgi választófejedelemség, valamint Svédország. A pápa elérte, hogy XIV. Lajos francia király a regensburgi fegyverszüneti szerződésben vállalja, hogy 20 évig nem támadja meg a Habsburgokat, így a Liga megindíthatta a nagy törökellenes háborút. A Habsburgok gyors térnyerését látva XIV. Lajos 1688-ban a szerződést megszegve megindította a pfalzi örökösödési háborút, amellyel kétfrontos háborúra kényszerítette a Habsburg Birodalmat, késleltette a török kiűzését Magyarországról, és birodalmi területeket szerzett meg.
Noha a Szent Liga harcaihoz a különböző magyar kontingensek összesen mintegy 15 ezer fővel (vagyis ténylegesen, tehát nem formálisan) járultak hozzá, ennek ellenére az ország területének elfoglalása után a Habsburg-ház Magyarországot meghódított területként kezelte.

## A Szent Liga előzményei, diplomáciája, kibővülése

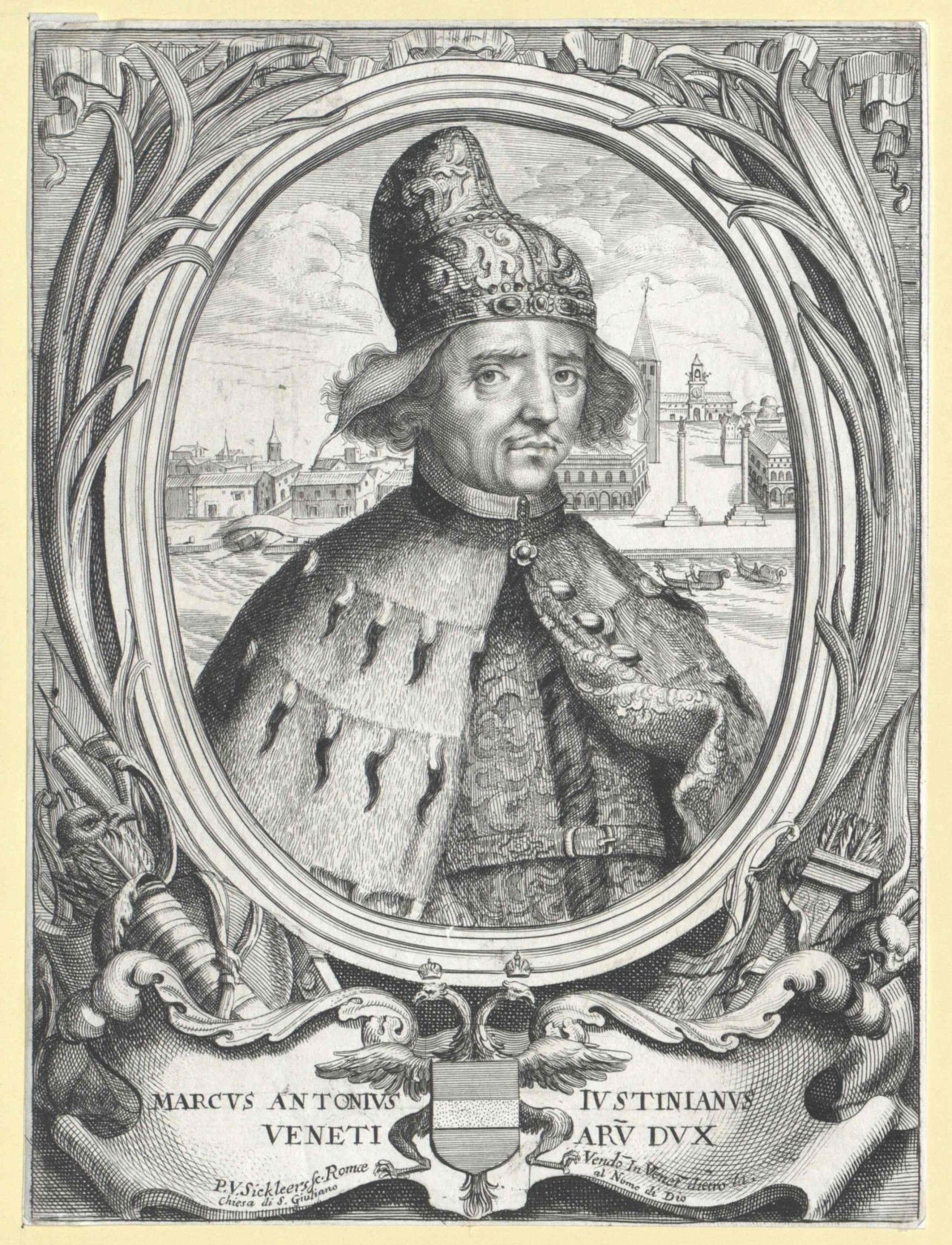
Marco Antonio Giustiniani velencei dózse

Háború vagy béke? - Vetődött fel a kérdés 1683 végén, 1684 elején. A bécsi, esztergomi és párkányi diadal nehéz választás elé állította a bécsi katonai vezetést. Tudták, hogy a török korántsem szenvedett döntő vereséget, és hosszú, költséges háború előtt állnak. Lipót császár hónapokon keresztül tartózkodó magatartást tanúsított, a győzelmek ellenére is szívesen kiegyezett volna a portával a status quo alapján, ha erre a szultán hajlandóságot mutatott volna. IV. Mehmed azonban nem tudta, vagy nem akarta fölmérni az európai erőviszonyokban beállott változást, és talán a francia udvar titkos biztatására, s esetleg presztízsből is, mereven ellene szegült a megegyezésnek.

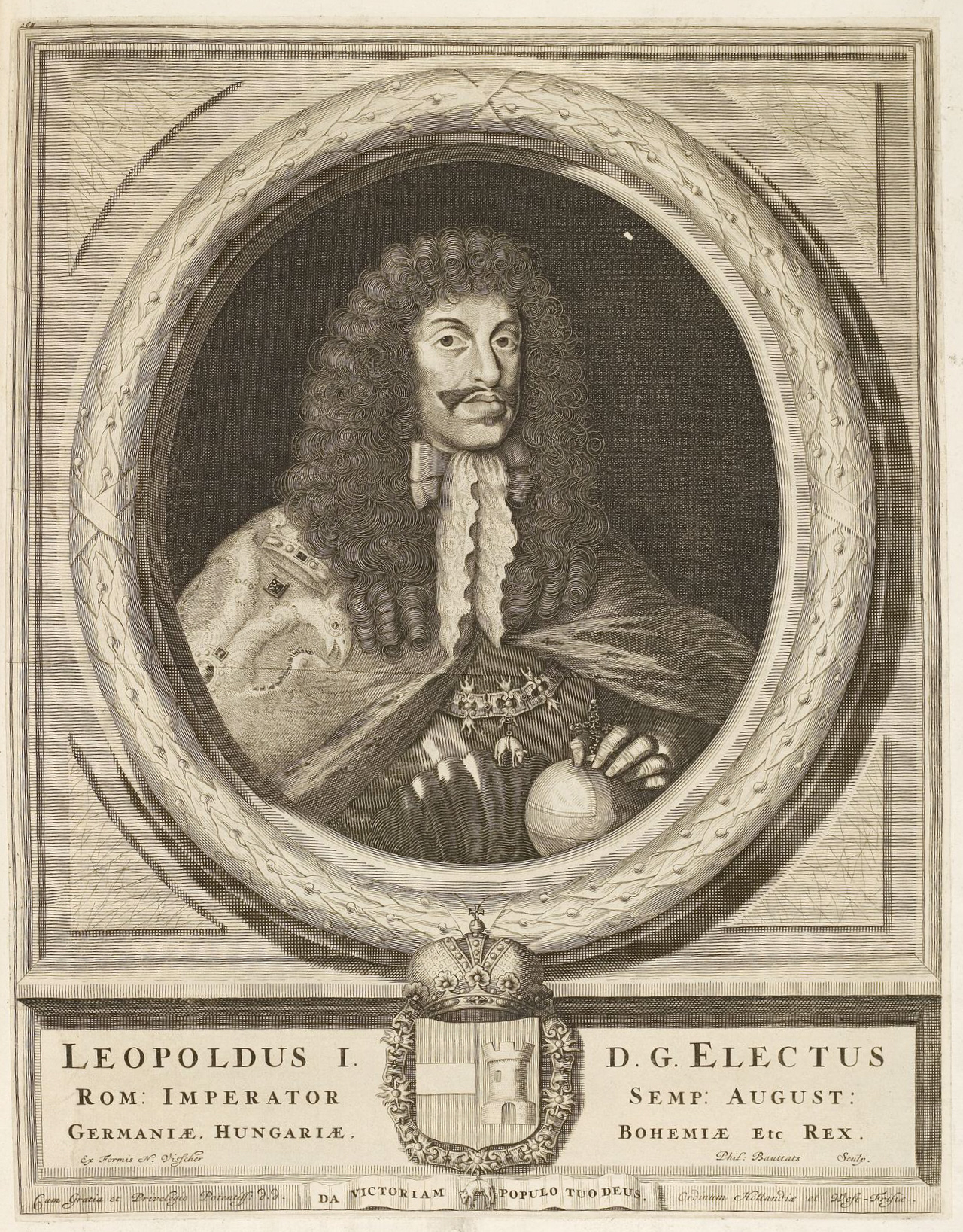
I. Lipót német-római császár, német, magyar és cseh király

Ilyen körülmények között vetődött fel 1683 végén a János Fülöp mainzi érsek által húsz évvel korábban fölvázolt szövetség terve. Éppen a legjobbkor, mert megadta az impulzust, amely szükséges volt a háború vállalásához: Lipót ugyanis egyedül, csupán örökös tartományai erejére támaszkodva gyengének érezte magát a küzdelem folytatására. A császári diplomácia újra a német fejedelmek felé fordult, s a korábbi szerződések megújításával biztosította részvételüket a következő hadjáratban. Ugyanakkor Ince pápa és diplomatái is színre léptek, s az adott politikai erőviszonyok figyelembe vételével segítették létrehozni a nemzetközi szövetséget.
Az ügy megvalósításának lelke kétségkívül a pápa volt, aki fiatalemberként határozta el, hogy életét a török elleni háborúnak szenteli. Nemcsak hatalmas pénzügyi forrásait nyitotta meg Lipót számára, hanem diplomatái segítségével is mindent megtett, hogy ellensúlyozza XIV. Lajosnak az európai politikában végrehajtott manővereit, hogy a lengyel királyt minden csábítgatás közepette is megtartsa a császár oldalán, s hogy Velence segítségét megszerezze. Az észak-itáliai köztársaság jelentős pénzügyi és katonai erőforrásokkal rendelkezett. 1645 óta kétségbeesett küzdelmet folytatott a törökök Kréta elleni inváziója s a boszniai pasa Dalmáciába irányuló támadásai ellen, de háborúzott az Égei-tengeren is, elsősorban a Dardanellák kijáratánál.
XI. Ince pápa hónapokig dolgozott nunciusaival, főleg bécsi követével, Buonvisivel és Marco d’Aviano kapucinus misszionáriussal, mire kiegyenlítette a felek közti ellentéteket. 1684 tavaszán megalakult a török elleni nemzetközi szövetség, a Szent Liga. III. János lengyel király (Sobieski János) március 5-én, Lipót császár március 28-án, Marco Antonio Giustiniani velencei dózse április 25-én írta alá a Liga okmányát.

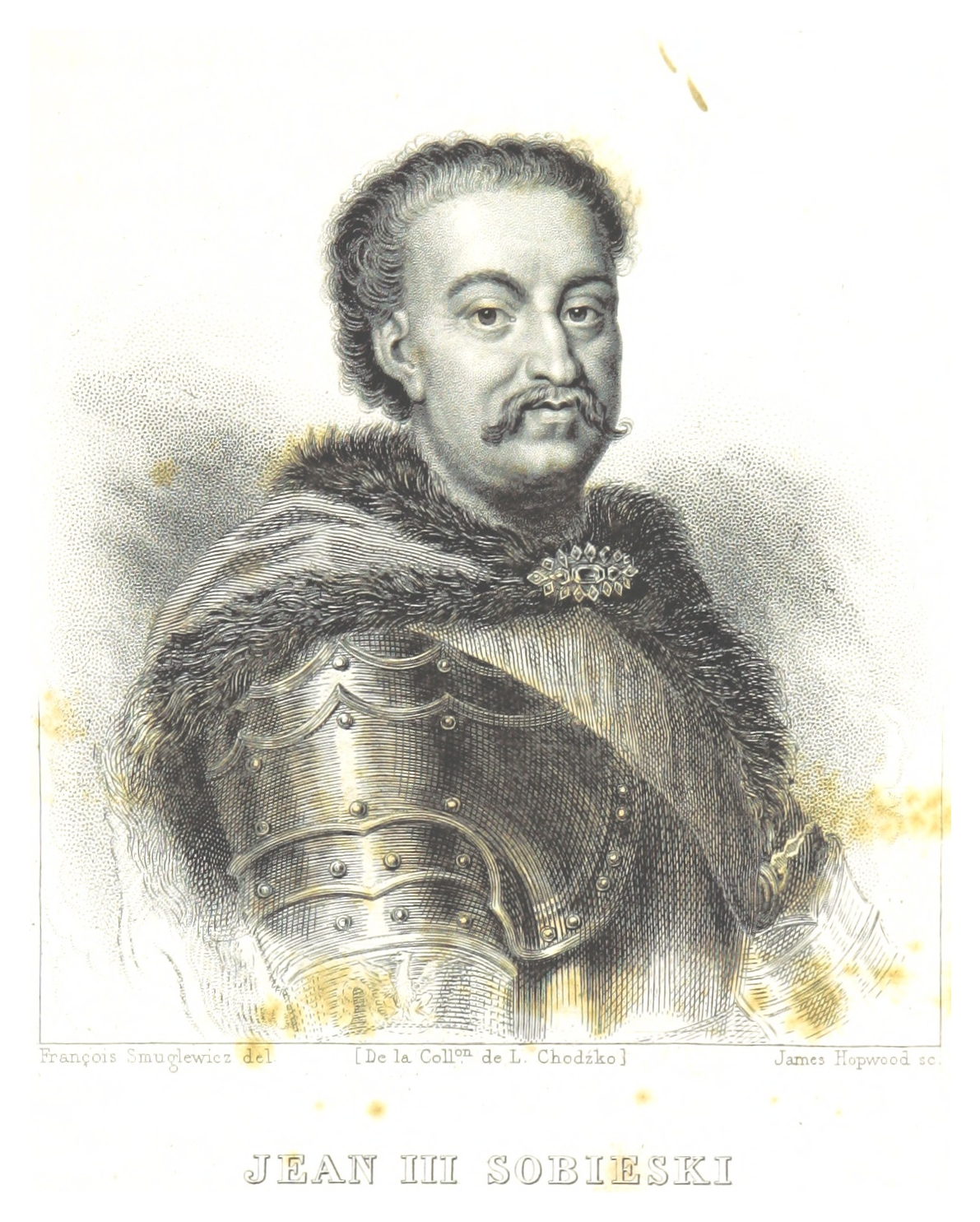
Sobieski János lengyel király és Litvánia nagyfejedelme

A szövetséglevélben mindhárman kötelezték magukat a török megtámadására: Sobieski János Kameniec, Podólia és Ukrajna térségében, Lipót császár Magyarországon, Velence pedig a Földközi-tenger térségében és a Balkánon. Abban is megállapodtak, hogy csakis együtt, külön-külön sohasem kötnek békét a Portával.

### A Pápa pénzbeli segítsége
XI. Ince, családi nevén Odescalchi - akit joggal nevezhetünk bankárpápának, nemcsak azért mert hatalmas földbirtokkal és vagyonnal rendelkező bankárcsaládból származott, hanem mert maga is nagy rátermettséggel intézte a Szentszék gazdasági ügyeit és gyűjtött hatalmas vagyont - hatalmas segélyösszegekkel járult a török elleni háborúhoz. Bécs védelmét 1,7 millió forinttal támogatta, 1684-85-ben mintegy 10 millió forintot folyósított a császárnak és a lengyel királynak háborús kiadásokra, az 1686-os hadjárathoz pedig 5 millió forinttal járult hozzá.
Lankadatlan szervező munkája nyomán Európa-szerte megnyíltak a római katolikus egyház pénzesládái. A császár örökös tartományaiban a szerzetesrendek utóbbi 60 évben szerzett vagyonának egyharmadát a háború céljaira rendelte; bécsi nunciusa szerint szerint ez 1,6 millió forintot tett ki. Bázel püspöke 12 000, a szentgalleni apát 6000, a bencések és ciszterciek 2200 forint segélyt juttattak el Svájcból az ausztriai kincstárnak. A német birodalom katolikus választófejedelmei - pápai ösztönzésre - rendeletet bocsátottak ki a klérusnak a törökadóba (Türkensteuer) való bevonásáról. Az egyházak felesleges ezüstjét kisajátították, a templomok által gyűjtött adományokat - köztük a Jeruzsálem Szent Helyeinek szánt összeget is - a császárnak küldték el. S amikor ez sem volt elég, Ince pápa keresztes búcsúbullát bocsátott ki, amely széleskörű alamizsnagyűjtést eredményezett.

### Oroszország hadbalép

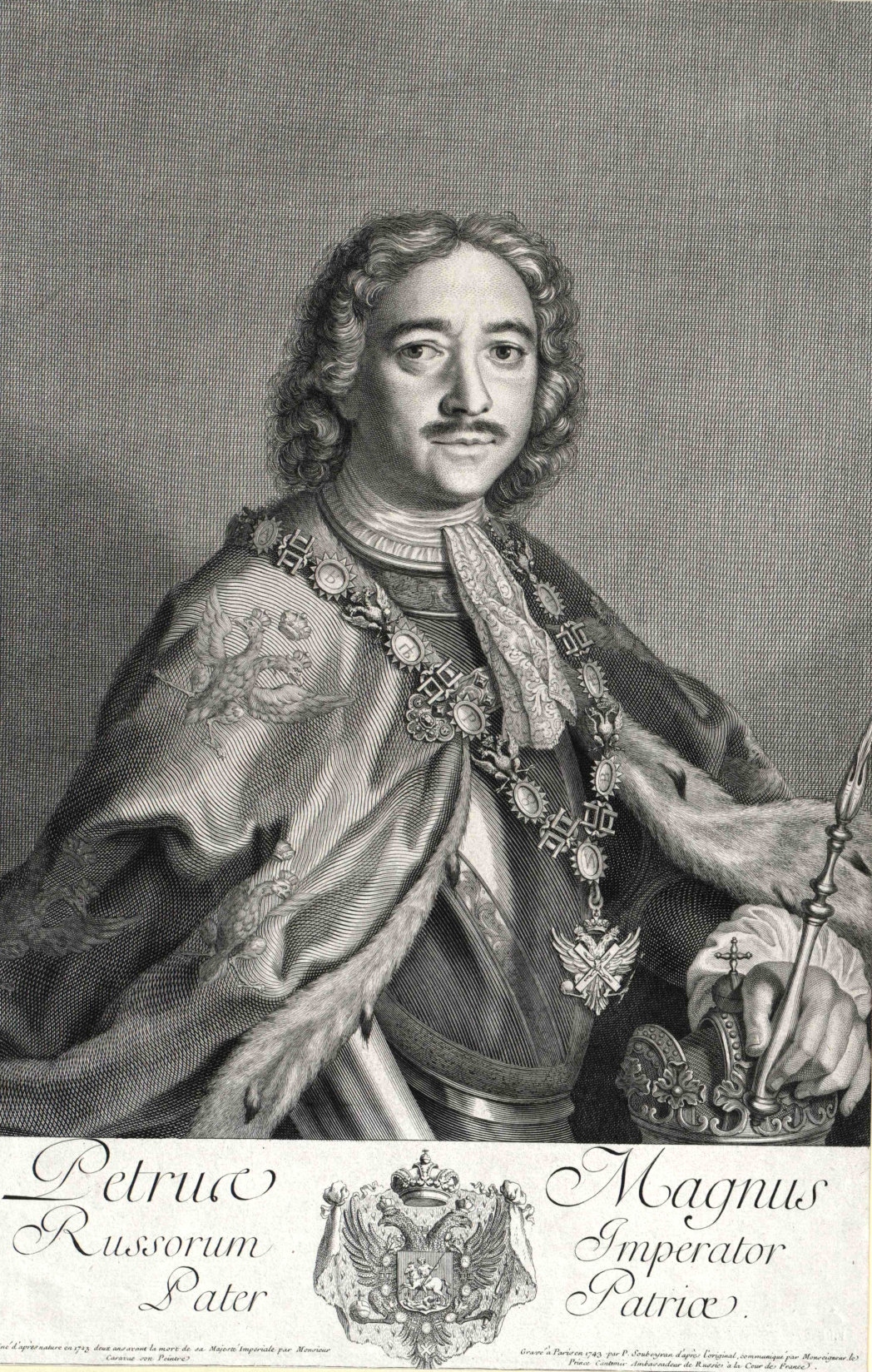
I. Péter orosz cár

1686 áprilisában létrejött Lengyelország és Oroszország törökellenes szövetsége, s ezzel Nagy Péter cár csatlakozott a Szent Ligához: 30 000 főnyi orosz sereg kiállítására vállalt kötelezettséget a török kézen lévő kamieneci vár ostromához, ugyanakkor lengyel-litván csapatok indultak el Moldvába és Havasalföldre. Oroszország hadbalépése megakadályozta a szultánt abban, hogy a krími tatár erőket teljes egészében a Magyarországra induló török sereg mellé rendelje, a kán hadainak egy része ugyanis visszamaradt a Krím védelmére. A szövetségesek együttműködése idején Péter cár nem is mulasztotta el hangsúlyozni az orosz csapatok érdemeit: „bojárjaink és csapataink vezérei nagy seregekkel indultak a Dnyeper túloldalára... megakadályozva ezzel azt, hogy a krími kán és a krími hordák a lengyel királyság, a magyar föld és Felséged seregei ellen támadjanak.”

### Az 1686-os hadjárat kisebb csapattestei
II. Miksa Emánuel bajor választófejedelem már korábban is küldött csapatokat a császár megsegítésére. Most még inkább, hiszen 1685 óta a császár veje volt, miután feleségül vette Lipót első házasságából, Margit Terézia spanyol infánsnőtől származó leányát, Mária Antónia főhercegnőt. 

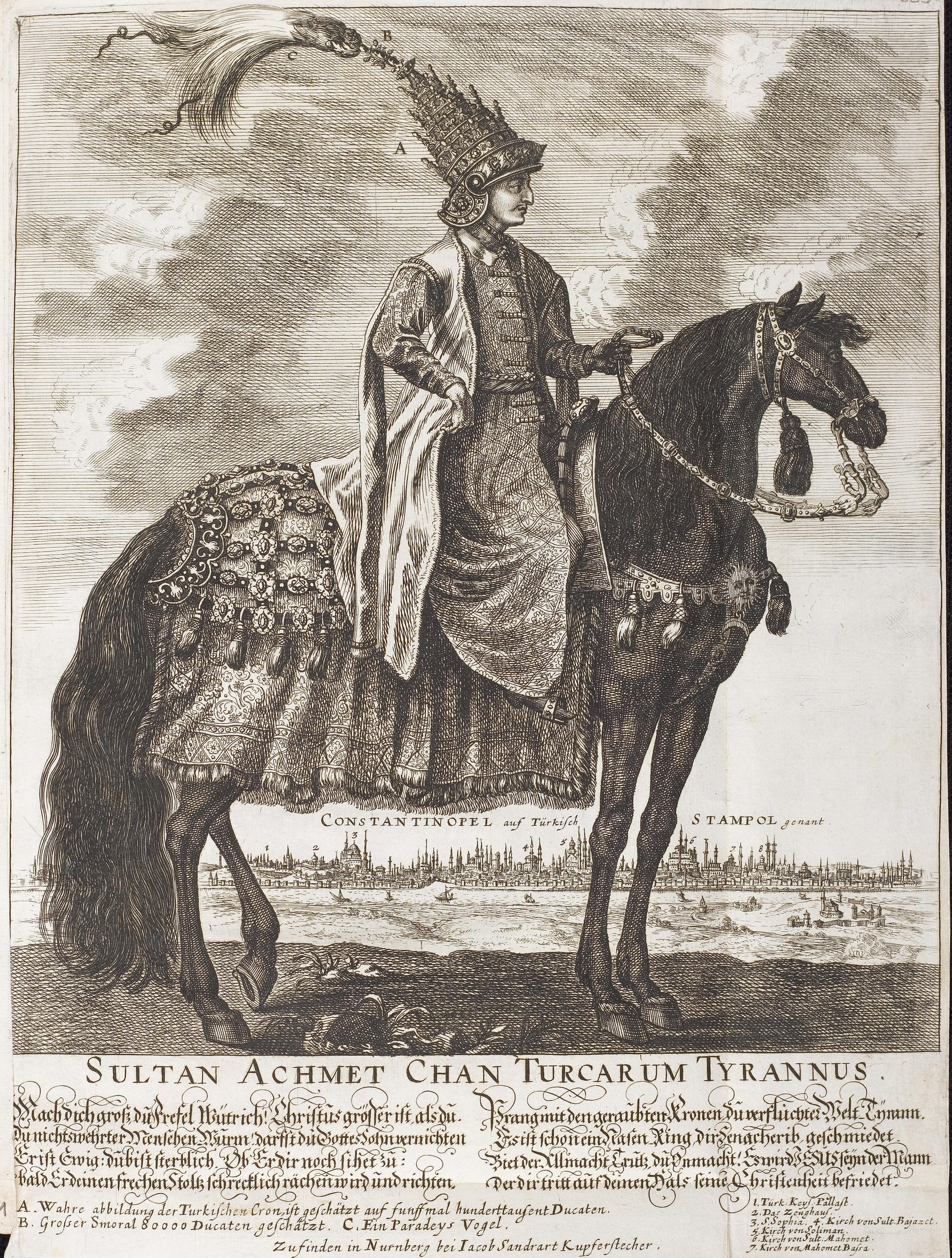
IV. Mehmed oszmán szultán

Miksa Emánuel 8000 katonát ígért, és serege ellátásának és zsoldjának feléről lemondott. III. János György szász választó végül 4700 fős kontingenssel indult el. Áprilisban Brandenburgot is sikerült a császár oldalára vonni: hosszas tárgyalások után titkos szerződés jött létre Lipót és Frigyes Vilmos között 7000 főnyi sereg hadba küldéséről. A kisebb német fejedelemségek további 10 000 katonát állítottak ki.
A frank kerület 3000, a sváb kerület 4000, a Felső-Rajna vidék 3000 fegyverest. Svédország 1686. április 24-én vállalt kötelezettséget – német tartományai: Pomeránia és Bremen-Verden Hercegség után – egy segélycsapat kiállítására, amely elég későn ugyan, de Buda ostromának utolsó napján megérkezett.
A magyar csapattestek is kivették részüket a harcokból. Az erdélyi és tiszai hadtestbe sorolt 8000 magyar katonán kívül - akik zömében a kassai főkapitányságból és Thököly seregéből jöttek - további 7000 embert állítottak ki a győri, a Kanizsa elleni és a bányavárosi főkapitányságból. Esterházy János győri vicegenerális 2500 fővel érkezett Buda alá, ahol Károly herceg seregébe osztották be őket. A kanizsai főkapitányságból gróf Batthyány Ádám és báró gyöngyösi Nagy Ferenc 1500 végvári vitézt és szabadlegényt hozott, ők a bajor választófejedelem mellé kerültek. Bercsényi Miklós a bányavárosi főkapitányságból 3000 emberrel jött, s hozzájuk csatlakozott Koháry István, az új bányavárosi főkapitány és Forgách Ádám nógrádi főispán, valószínűleg újabb csapatokkal. Így hozzávetőleg 15 000 főre tehető azon magyaroknak a száma, akik részt vettek az 1686-os hadjáratban, illetve Buda ostromában.